# Воздушный бой (фильм)
«Воздушный бой» (англ. Shadow in the Cloud — «Тень в облаках») — американский боевик с элементами хоррора 2020 года режиссёра Розанны Лян. В главной роли — Хлоя Грейс Морец.
Мировая премьера фильма состоялась 12 сентября 2020 года на Международном кинофестивале в Торонто, где он получил приз «Приз зрительских симпатий: Полуночное безумие».

## Сюжет
Фильм начинается с иллюстрированного мультфильма для пилотов ВВС США, в котором рассказывается про «гремлинов» — будто бы причину всех несчастий пилотов.
В августе 1943 года пилот-офицер Мод Гарретт, получает задание отправиться со сверхсекретной посылкой с новозеландской авиабазы в Окленде в Самоа. Когда она прибывает на авиабазу, она видит, как на ее глазах исчезает наземный рабочий на трапе — как раз перед тем, как она внезапно обнаруживает себя стоящей прямо перед бомбардировщиком Boeing B-17 Flying Fortress под названием «Хреновая затея», на который и поднимается. Экипаж бомбардировщика встречает ее в основном насмешливо, и на время взлета она расквартирована в башне Сперри. Не имея места для ее груза, она неохотно позволяет единственному дружелюбному к ней члену экипажа, старшему сержанту Уолтеру Куэйду, принять сумку на сохранение. Застряв в башне, Мод видит какое-то существо, цепляющееся за нижнюю часть крыла бомбардировщика. Она сообщает об этом, но большая часть команды, кроме рядового Бекелла, не видит его. В отместку ей отключают радио.
После, Мод разрешают покинуть башню, но люк выходит из строя, и она оказывается в ловушке. Когда она с негодованием реагирует на комментарии экипажа о происходящем с ней, они прекращают попытки открыть люк, и связь прерывается. Увидев, как рядом с бомбардировщиком появляется и исчезает японский истребитель, на неё внезапно нападает гремлин; она борется с этим, но в конечном итоге получает травму в виде сломанного и выгнутого под неестественным углом пальца. Она вправляет палец и приматывает его к другому. Когда команда снова связывается с ней, чтобы спросить, что произошло, приходит радиосообщение, в котором говорится, что Мод Гарретт не существует, а на авиабазе числится девушка Мод Джонсон. Когда они собираются вывести ее на допрос, Мод намеренно блокирует шестерни башни и готовится защищаться, когда снова появляется японский самолет и атакует бомбардировщик. Взяв под свой контроль турель, она сбивает его, завоевывая неохотное уважение экипажа. Продолжая разговаривать с командой, Мод признает, что на самом деле она замужем и поднялась на борт бомбардировщика под своей девичьей фамилией, но отказывается раскрывать свою миссию, ссылаясь на ее секретность. Затем она снова видит гремлина, который продолжает ломать бомбардировщик, выводя из строя третий двигатель. В конце концов рядовой Дорн тоже замечает это, но остальные игнорируют его.
Подозревая, что назначение Мод является причиной их несчастий, Ривз приказывает открыть сумку, в которой находится ребенок — внебрачный ребенок Мод и Куэйда. Вынужденная признаться, Мод объясняет, что муж жестоко обращался с ней; у нее роман с Куэйдом, и она случайно забеременела. Кто-то выдал ее мужу, который пришел на базу. Решив не рассказывать Куэйду, Мод инсценировала свое задание сбежать от мужа, который, по ее словам, убил бы ее в своем гневе. Когда капитан Ривз поворачивает неисправный (благодаря гремлинам) самолёт, на них нападают три истребителя японских ВВС Mitsubishi A6M Zero.
В это же время Мод пытается управлять турелью, но механизм, испорченный гремлинами, выходит из строя. Гремлин прыгает на бомбардировщик, ранит Куэйда и похищает ребёнка.
Мод, увидев гремлина с сумкой, выходит из турели и стреляет в него из пистолета, отгоняя его, но оставляя сумку ненадежно свисающей с гондолы двигателя. Рискуя жизнью, Мод выбирается на фюзеляж, забирает своего ребенка и проникает внутрь самолёта через дыру в том месте, где раньше находилась нижняя турель, отстреленная японским истребителем. В какой-то момент она не удерживается в люке и выпадает из самолёта, однако взрывной волной от взорвавшегося истребителя противника, её зашвыривает внутрь самолёта, под неподдельное удивление всего экипажа.
Гремлин снова атакует, проникнув на борт, вступает в схватку с Гарретт и Таггерти. Последний случайно открывает бомболюк и вскоре выпадает из самолёта. Мод стреляет в гремлина и тот  падает в дыру в самолете, однако уже в падении она замечает как у пронырливой твари появляются крылья, и она исчезает в густых облаках.  Решив двигаться в кабину пилотов, Мод снова попадает под обстрелы, во время которых гибнут капитан Ривз, лейтенант Финч и Дорн, а второй пилот Уильямс получает ранение.
Мод берет на себя командование и грубо, но безопасно, с помощью раненого пилота Уильямса, сажает бомбардировщик на землю. Вскоре после посадки Гарретт, Куэйд, Дорна и Уильямс бегут от самолёта, который тут же взрывается. Отойдя на некоторое расстояние от самолёта, Куэйд делает Мод предложение, но его перебивает гремлин, пытающийся похитить сумку с ребёнком, но Мод догоняет и, наконец, убивает его. Она и другие выжившие смотрят на горящие останки «Хреновой затеи».

## В ролях
- Хлоя Грейс Морец — Мод Гарретт[7]
- Ник Робинсон — Стю Бекелл
- Каллан Малви — капитан Джон Ривз
- Тейлор Джон Смит — сержант Уолтер Куэйд
- Беула Коале — Антон Уильямс
- Бенедикт Уолл — Томми Дорна
- Джо Витковски — лейтенант Брэдли Финч
- Байрон Колл — Терренс Таггарт

## Производство
В январе 2019 года было объявлено, что Хлоя Грейс Морец присоединилась к актёрскому составу фильма, а Розанна Лян выступит режиссёром. Сценарий написал Макс Лэндис. После обвинений Лэндиса в сексуальном насилии сценарий был переписан Лян. При этом согласно правилам Гильдии сценаристов США имя Лэндиса было оставлено в титрах.
Съёмки начались в июне 2019 года в Окленде, Новая Зеландия. Режиссёр вдохновлялась такими фильмами как «Чужие» и «Лок».

## Выпуск
Мировая премьера фильма состоялась на Международном кинофестивале в Торонто 12 сентября 2020 года. Вскоре после этого Vertical Entertainment и Redbox Entertainment приобрели права на распространение фильма.

## Отзывы и оценки
На Rotten Tomatoes фильм получил рейтинг одобрения 77 % на основе 35 обзоров со средним рейтингом 6,14/10.. В российской прессе оценки были менее восторженными: так, фильм похвалили в изданиях «Искусство кино», «КоммерсантЪ» и Time Out, но разгромили в «Афише»
Издание Film.ru включило «Воздушный бой» в свой список лучших фильмов года.